# August Spies
August Vincent Theodore Spies (Burg Landeck, Alemania, 10 de diciembre de 1855-Chicago, Estados Unidos, 11 de noviembre de 1887) fue un anarcosindicalista alemán. Fue declarado culpable de arrojar una bomba contra la policía durante la Revuelta de Haymarket. Fue condenado a muerte por ahorcamiento y años después se descubrió su inocencia. Integra la lista de los «mártires de Chicago».

## Historia
Spies nació en Alemania en 1855 y emigró a los Estados Unidos en 1872 con su madre, Christine, y sus cinco hermanos, Henry, Kenny, Maggie, Willy, y Adolph. Su padre había muerto en 1871. Se establecieron en Chicago, donde August aprendió el oficio de tapicero. Comenzó a interesarse por el activismo laboral debido a las injusticias que presenciaba cotidianamente, y se unió al Partido Socialista Laborista en 1877. Tuvo una importante actuación como activista sindical y en 1880 se convirtió en editor del periódico anarquista en lengua alemana Chicagoer Arbeiter-Zeitung.

## Militante anarquista
Conocido por su retórica agresiva, un colérico Spies publicó un panfleto el 4 de mayo de 1886 titulado Revenge! Workingmen to Arms! (¡Venganza! ¡Obreros a las armas!) Allí se incluía el párrafo: «Ellos asesinaron a los pobres desdichados porque, como ustedes, tuvieron el coraje de desobedecer la voluntad supremas de sus patrones. Ellos los asesinaron para mostrarles a ustedes 'Ciudadanos Libres Americanos' que deben estar satisfechos con aquello que los patrones les concedan, o los matarán. Si ustedes son hombres, si son hijos de sus antepasados, que han derramado su sangre para liberarlos, entonces levántense como Hércules, y destruyan a la Hidra que busca destruirlos a ustedes. A las armas los llamo, a las armas».

### Haymarket Square
El 4 de mayo de 1886, Spies habló durante un acto en Haymarket Square. Contrariamente a las explícitas instrucciones que se le habían dado, la policía atacó a la multitud con el objeto de dispersarla. Una vez desatada la represión, alguien arrojó una bomba, que mató a siete policías. A su vez, fueron siete los arrestados, entre los que figuraba Spies. Posteriormente, Albert Parsons se entregó a la policía.
Los testigos declararon que ninguno de los ocho acusados había arrojado la bomba. Según The Press on Trial, Spies había finalizado su discurso pero aún estaba en el escenario cuando la bomba explotó. Sin embargo, todos fueron encontrados culpables y siete sentenciados a muerte. El restante, Oscar Neebe, fue sentenciado a 15 años de prisión.

### El juicio

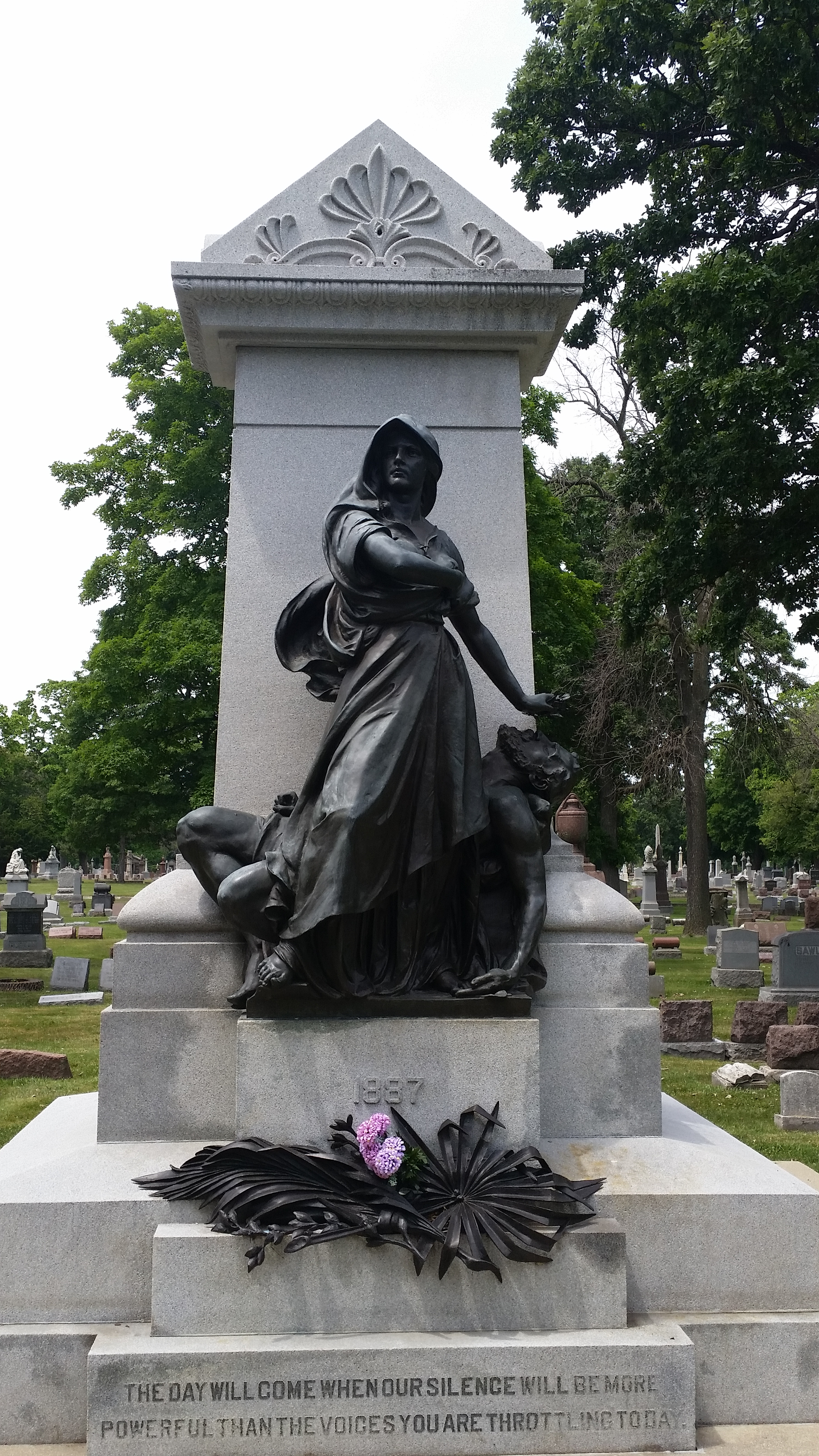
Monumento a los Mártires de Haymarket en el cementerio de Forest Park, Illinois.

En enero de 1887, mientras estaba en prisión, Spies contrajo matrimonio con Nina van Zandt (1862-1936). El juicio a Spies y los otros anarquistas procesados fue altamente controversial. El jurado fue seleccionado por el alguacil; uno de los elegidos era pariente de un policía muerto en el atentado. Julius Grinnell, el fiscal del Estado arengó al jurado: «Condenen a estos hombres, que sirvan de ejemplo, cuélguenlos y salvarán a las instituciones». Una vez en prisión, Spies escribió una autobiografía.
En 1887 Spies y los otros acusados apelaron a la Suprema Corte de Illinois (122 Ill. 1), y luego a la Suprema Corte de los Estados Unidos. Allí fueron representados por John Randolph Tucker, Roger Atkinson Pryor, el General Benjamin Franklin Butler y William P. Black. Su petición de certiorari fue denegada (123 U.S. 131).
Dos de los acusados, Michael Schwab y Samuel Fielden, pidieron clemencia y sus sentencias fueron conmutadas por prisión perpetua el 10 de noviembre de 1887, por el gobernador Richard James Oglesby. Los tres fueron perdonados y liberados el 26 de junio de 1893, por John Peter Altgeld, gobernador de Illinois. De los cinco restantes, Louis Lingg se suicidó en su celda con un cigarro bomba el 10 de noviembre de 1887. Spies, Albert Parsons, Adolph Fischer, y George Engel fueron colgados al día siguiente (11 de noviembre de 1887). Cuando enfrentó a la muerte en el cadalso, Spies gritó: «llegará el día que nuestro silencio será más poderoso que las voces que hoy ahorcan».